# Tarator

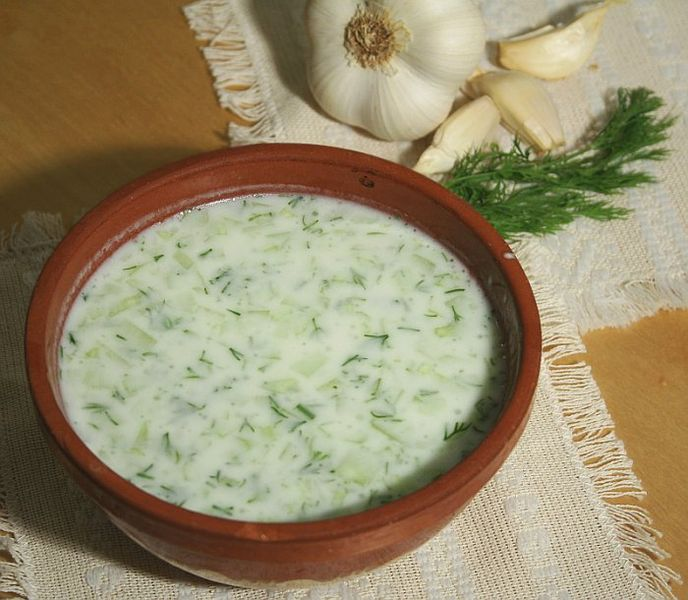
Tarator

Die Tarator oder Taratur ist eine kalte Gurkensuppe in der Balkanküche und der türkischen Küche, bei der zumeist Gurken, Knoblauch, Dill und Olivenöl sowie eventuell zerstampfte Walnusskerne in eiskalten Joghurt gerührt werden. Die Konsistenz variiert von suppig bis fest (sogenannte trockene Tarator), das Gericht kann dementsprechend als kühlende Suppe oder als Dip zum Brot gegessen werden. Tarator wird besonders an heißen sommerlichen Tagen als Vorspeise serviert.
Die Etymologie des Wortes ist unklar, sie wird aber meist aus dem Türkischen oder Persischen hergeleitet.